# 崇禎紀元
崇禎紀元或稱皇明崇禎紀元、皇明紀元，是朝鮮王朝時期使用的紀年法，以明朝的最後一個年号「崇禎」命名並紀年，是朝鮮王朝用以表明自己承繼了明朝以來的中華正統。從崇禎元年（1628年）開始計算，年數表示「崇禎紀元後何年」或是「崇禎後何年」。在下面的紀年案例裡，有時使用天干地支和次數來表示，而不是用年數來表示。
朝鮮王朝從建國開始並接受明朝的冊封，奉中國正朔，採用明朝年號。1637年，朝鮮仁祖在三田渡臣服於清朝，成為清朝的藩屬國。1644年，明朝滅亡，清朝入主中原。朝鮮王朝的士族出於反清情緒及小中華思想，始終將明朝視為中華正統，把清朝視為夷狄而鄙視清朝。在正朔問題上，最初朝鮮王朝在內部公文仍用崇禎年號。國王陵墓、太廟、文廟祭享祝文，則書歲月不書年號。到了1644年，祭祝文中才出現清朝年號，但民間使用明朝年號及干支紀年者大有人在。朝鮮肅宗即位後（1674年－1720年在位），認為「泛書干支」不足以體現對明朝的感戴，於是首創「以崇禎後幾年書之」的紀年方式，即「崇禎紀元」。此後這種紀年法在朝鮮王朝朝野中廣泛使用，一直使用到了朝鮮高宗時期（1864年－1907年在位）。20世紀初仍有少量崇禎紀元存在。在2016年韓國慶尚南道居昌郡渭川面，尚有一座古宅，在每年的立春榜使用著崇禎紀元，稱「崇禎丁丑後三百七十九年」。

## 使用案例

### 年數累計
- 崇禎即位後二十八年（1655年）[8]
- 崇禎紀元後八十三年（1710年）[9]
- 崇禎後百三十八年（1765年）[10]
- 崇禎紀元後二百六十三年（1890年）[8]

### 年數+干支
- 崇禎五十六年癸亥（1683年）[8]
- 崇禎七十七年歲次甲申（1704年）[11]
- 崇禎紀元九十三年庚子（1720年）[12]
- 皇明紀元後百二十年丁卯（1747年）[13]

### 干支+次數

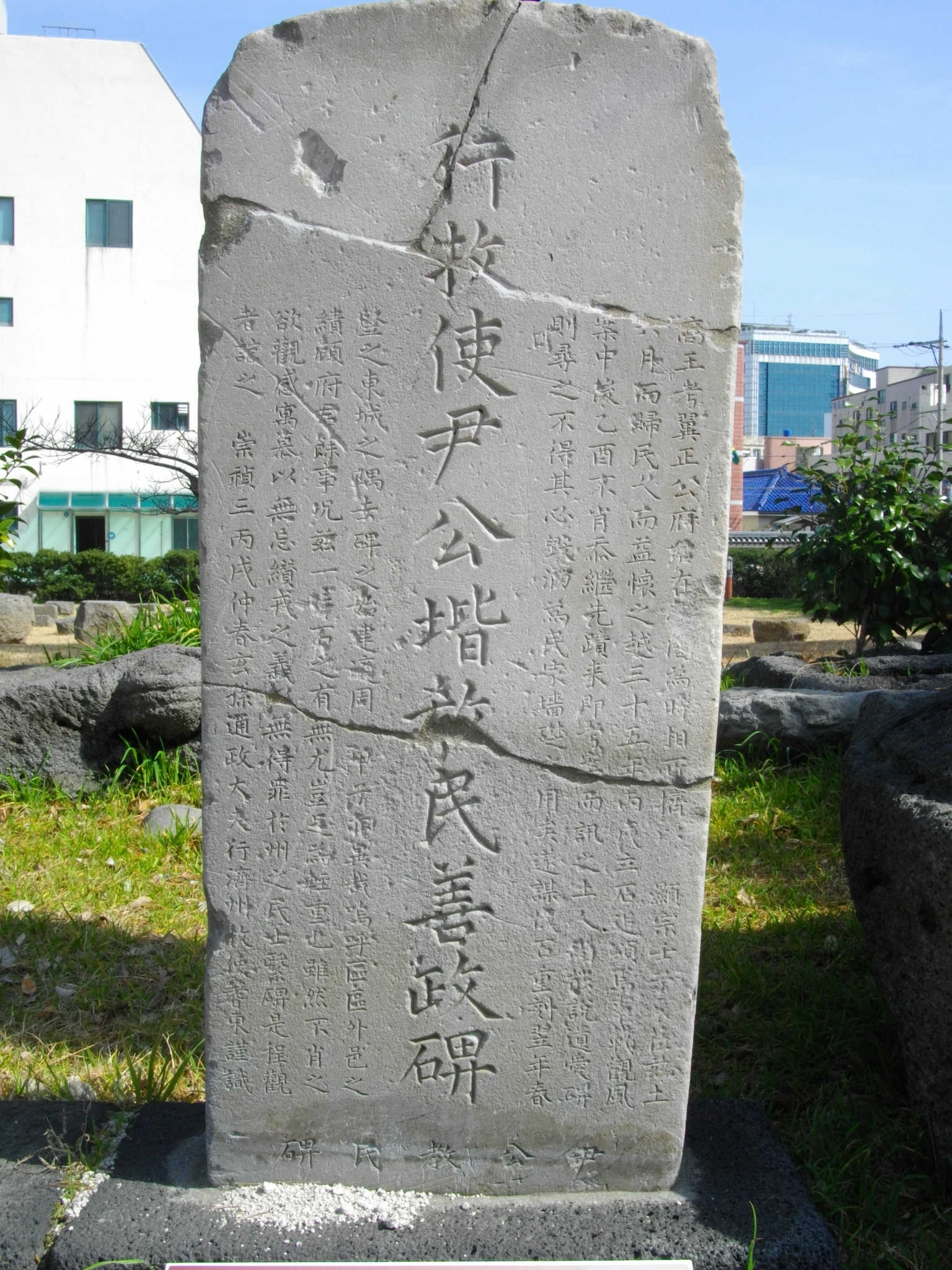
濟州牧官衙內〈行牧使尹公堦教民善政碑〉，其上紀年為「崇禎三丙戌」，即1766年。

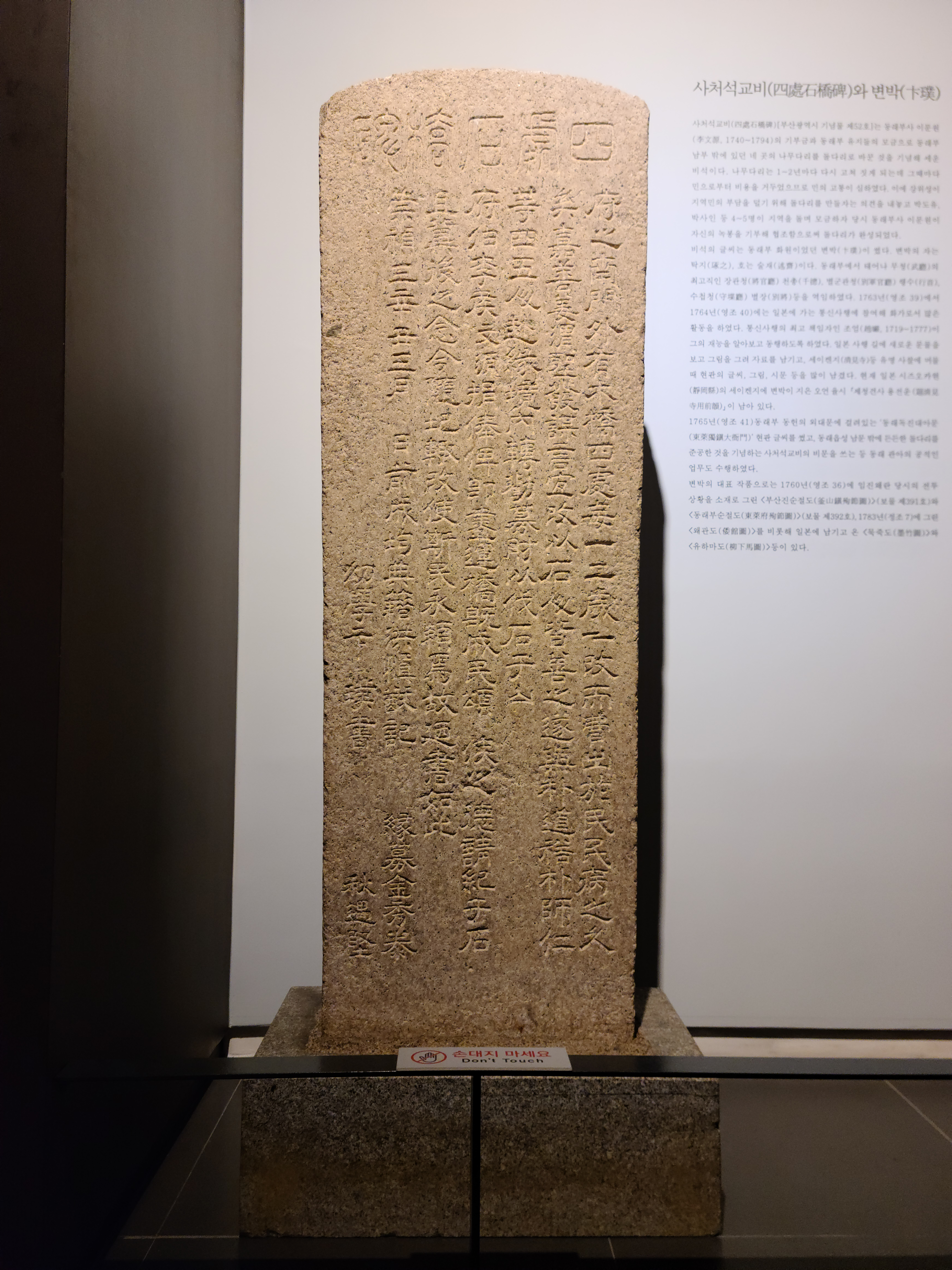
釜山市立博物館所藏〈四處石橋碑〉，其上紀年為「崇禎三辛丑」，即1781年。（釜山廣域市紀念物第52號）

- 崇禎紀元後再庚午（第2個庚午年，1690年）[8]
- 崇禎後再癸丑（第2個癸丑年，1733年）[14]
- 崇禎再紀後丙辰（第2個丙辰年，1736年）[8]
- 崇禎後三周壬申（第3個壬申年，1752年）[15]
- 皇明崇禎紀元後三甲寅（第3個甲寅年，1794年）[16]
- 皇明紀元後四庚寅（第4個庚寅年，1834年）[17]
- 皇明紀元後四周甲午（第4個甲午年，1834年）[8]
- 崇禎紀元後四己未（第4個己未年，1859年）[18]
- 崇禎紀元後四乙丑（第4個乙丑年，1865年）[19]
- 崇禎紀元後五丙戌（第5個丙戌年，1886年）[20]
- 崇禎紀元後五壬辰（第5個壬辰年，1892年）[8]
- 崇禎後五甲寅（第5個甲寅年，1914年）[4]

### 干支+年數或干支

#### 戊辰後
- 崇禎紀元戊辰後丙辰（1676年）[15]
- 崇禎紀元戊辰後五十一年戊午（崇禎元年起的第51年，1678年）[8]
- 崇禎紀元戊辰五十五年壬戌（崇禎元年起的第55年，1682年）[8]
- 大明崇禎戊辰後丁亥（1707年）[15]
- 皇明崇禎紀元戊辰之後一百三十三年庚辰（崇禎元年起的第133年，1760年）[21]

#### 丙子後
- 崇禎丙子後三十一年丙午（崇禎9年丙子胡亂起的第31年，1666年）[8]
- 崇禎丙子後三十五年庚戌（崇禎9年起的第35年，1670年）[8]

#### 甲申後
- 崇禎十七年甲申後十六年己亥（崇禎17年甲申之變起的第16年，1659年）[8]
- 崇禎甲申後四十年癸亥（崇禎17年起的第40年，1683年）[8]
- 崇禎甲申後五十年（崇禎17年起的第50年，1693年）[8]
- 崇禎甲申後六十三年丙戌（崇禎17年起的第63年，1706年）[8]
- 崇禎甲申後六十五年（崇禎17年起的第65年，1708年）[22]

#### 丙午後
- 崇禎丙午建祠後五十六年辛亥（崇禎39年起的第56年，1721年）[8]

#### 再甲申後
- 崇禎再甲申後四十九年壬申（第2個甲申年起的第49年，1752年）[8]

### 其他
- 崇禎重光作噩（辛酉年，1681年）[15]
- 崇禎紀元後四十二年丙寅（崇禎17年後的第42年，1686年）[23]
- 後崇禎四十六年庚午（崇禎17年後的第46年，1690年）[8]
- 崇禎紀年後再壬戌（1742年）[24]
- 崇禎紀元後再庚辰（崇禎17年後的第2個庚辰年，1760年）[15]

## 外部連結
- .   [2023-04-30]. （原始内容存档于2023-04-30）.
- .   [2020-03-20]. （原始内容存档于2021-02-22）.